# Elm GL
| GL ist das Kürzel für den Kanton Glarus in der Schweiz. Es wird verwendet, um Verwechslungen mit anderen Einträgen des Namens Elm zu vermeiden. |

Elm, historisches Luftbild von 1923, aufgenommen aus 300 Metern Höhe von Walter Mittelholzer

Elm (in einheimischer Mundart Elme [ˈelmə]; rätoromanisch Dialmaⓘ) ist ein Dorf im hinteren Sernftal, das zur politischen Gemeinde Glarus Süd im Schweizer Kanton Glarus gehört. Bis Ende 2010 bildete Elm eine eigene Ortsgemeinde. Zu Elm gehören auch die Weiler Sulzbach, Schwändi, Müsli, Untertal, Vogelsang, Töniberg, Obmoos, Steinibach und Wald.

## Geographie

### Lage
Die Gegend von Elm ist umgeben vom Vorabgletscher und den Bergen Piz Sardona, Hausstock, Vorab und Kärpf.
Elm ist Ausgangsort der Gebirgspässe Panixerpass (nach Pigniu), Segnespass (nach Flims), Foopass (ins Weisstannental) und Richetlipass (nach Linthal).
Jeweils im Frühling und im Herbst scheint die Sonne durch ein Felsenfenster am grossen Tschingelhorn, das Martinsloch, auf die Kirche im Dorf sowie alle 19 Jahre der Vollmond.

### Klima
Für die Normalperiode 1991–2020 beträgt die Jahresmitteltemperatur 6,9 °C, wobei im Januar mit −1,8 °C die kältesten und im Juli mit 15,6 °C die wärmsten Monatsmitteltemperaturen gemessen werden. Im Mittel sind hier rund 133 Frosttage und 35 Eistage zu erwarten. Sommertage gibt es im Jahresmittel rund 18, während im Schnitt in vier von fünf Jahren mit einem Hitzetag zu rechnen ist. Die MeteoSchweiz-Wetterstation liegt auf einer Höhe von 958 m ü. M.
|                        | Jan  | Feb  | Mär  | Apr  | Mai  | Jun  | Jul  | Aug  | Sep  | Okt  | Nov  | Dez  |   |       |
| Mittl. Temperatur (°C) | −1,8 | −1,1 | 2,5  | 6,7  | 10,8 | 14,0 | 15,6 | 15,3 | 11,6 | 7,9  | 2,7  | −0,9 | ⌀ | 7     |
| Mittl. Tagesmax. (°C)  | 1,9  | 3,0  | 7,5  | 12,0 | 16,4 | 19,5 | 21,0 | 20,4 | 16,5 | 12,8 | 6,6  | 2,5  | ⌀ | 11,7  |
| Mittl. Tagesmin. (°C)  | −5,6 | −5,4 | −1,8 | 1,7  | 5,8  | 9,2  | 10,9 | 10,9 | 7,3  | 3,8  | −0,9 | −4,5 | ⌀ | 2,7   |
|                        |      |      |      |      |      |      |      |      |      |      |      |      |   |       |
| Niederschlag (mm)      | 103  | 90   | 114  | 105  | 140  | 163  | 184  | 194  | 142  | 116  | 120  | 117  | Σ | 1588  |
|                        |      |      |      |      |      |      |      |      |      |      |      |      |   |       |
| Regentage (d)          | 11,2 | 10,3 | 12,4 | 11,7 | 14,8 | 15,3 | 15,4 | 15,3 | 12,2 | 10,6 | 11,4 | 11,8 | Σ | 152,4 |
|                        |      |      |      |      |      |      |      |      |      |      |      |      |   |       |
| Luftfeuchtigkeit (%)   | 75   | 73   | 72   | 69   | 73   | 77   | 79   | 80   | 81   | 78   | 78   | 78   | ⌀ | 76,1  |

| −5,6 |

| −5,4 |

| −1,8 |

| 1,7 |

| 5,8 |

| 9,2 |

| 10,9 |

| 10,9 |

| 7,3 |

| 3,8 |

| −0,9 |

| −4,5 |

| −5,6 |

| −5,4 |

| −1,8 |

| 1,7 |

| 5,8 |

| 9,2 |

| 10,9 |

| 10,9 |

| 7,3 |

| 3,8 |

| −0,9 |

| −4,5 |

## Geschichte

Teilansicht von Elm mit Sernf im Vordergrund und Hausstock im Hintergrund, 1905

Elm wurde 1344 erstmals im Säckinger Urbar erwähnt: tagwanlüt ze Elme. Das Geschlecht der Elmer ist bereits 1289 in einer Schuldverschreibung der Glarner Landleute gegen Rudolf den Hofstätter in Walenstadt belegt. Der Ortsname ist wohl eine Ableitung von althochdeutsch ëlmo bzw. mittelhochdeutsch ëlm für ‚Ulme‘.
Das Bevölkerungswachstum blieb bescheiden: Die Einwohnerzahl stieg von 516 im Jahr 1730 auf 1051 im Jahr 1850 und sank bis 2000 auf 761. Ursprünglich gehörte Elm zur Kirche Glarus und ab 1273 bis 1594 zur Mutterkirche Matt, das damals eine Pfarrkirche erhielt. 1493 erhielt es die päpstliche Erlaubnis zum Bau einer Filialkirche. Am 22. März 1528 führte die Einführung der Reformation zu einem Bildersturm. Die Alpwirtschaft (Schafhaltung) ist in Elm schon um das Jahr 1000 nachgewiesen. 1547 wurde das «Wichlenbad» erstmals erwähnt, dessen Schwefelquelle bis zu seiner Verschüttung 1762 rege benutzt wurde. Bis ins 17. Jahrhundert wurde hauptsächlich selbstversorgende Landwirtschaft betrieben. Im 17. Jahrhundert nahm die Alpsömmerung von Rindern für den Viehexport nach Oberitalien («Welschlandhandel») stark zu. Er erreichte 1750 in dieser Region seinen Höhepunkt. Am 25. September 1799 fand im «Wichlenbad» ein Gefecht zwischen den österreichischen Truppen unter General Linken und den Franzosen unter General Molitor statt.
In der 1. Hälfte des 18. Jahrhunderts wurde die Baumwollspinnerei als Heimarbeit und in Ergänzung zur Landwirtschaft eingeführt. 1861 setzte am Tschingelberg intensive Gewinnung von Schiefer ein, der zu Schreibtafeln und Griffeln verarbeitet wurde. Unsachgemässer Abbau führte am 11. September 1881 zum Bergsturz von Elm, der in drei Schüben 114 Menschen, 83 Gebäude und 90 Hektaren Land begrub sowie das Schieferbergwerk vernichtete. 1892 entdeckte man «im Gschwend» stark eisenhaltiges Wasser. Im Jahre 1896 wurde der Verkehrsverein Sernftal ins Leben gerufen. 1898 wurde das Kurhaus eröffnet, dessen Blütezeit bis 1914 reichte. Es dient heute als Altersheim der Kleintaler Gemeinden. Die Eröffnung des Kurhauses war mit ein Anstoss zum Bau eines Elektrizitätswerks. 1976 erhielt Elm eine Auszeichnung des Europarats und 1981 den Wakkerpreis.
Im Rahmen der Glarner Gemeindereform entstand am 1. Januar 2011 durch die Fusion der bisherigen Gemeinden Betschwanden, Braunwald, Elm, Engi, Haslen, Linthal, Luchsingen, Matt, Mitlödi, Rüti (GL), Schwanden (GL), Schwändi und Sool die politische Gemeinde (Einheitsgemeinde) Glarus Süd.

## Verkehr
Von 1905 bis 1969 war Elm durch die Sernftalbahn an das Eisenbahnnetz angeschlossen. Am ersten Sonntag im Mai, wenn in Glarus die Landsgemeinde stattfand, reisten so viele Leute mit der Bahn, dass Viehwagen mit Sitzgelegenheiten ausgestattet wurden. Die Bahn wurde durch den Autobetrieb Sernftal ersetzt. Die ehemaligen Stationsgebäude blieben erhalten.

## Wirtschaft
Der Haupterwerbszweig im Dorf ist die Landwirtschaft. Schweizweit bekannt ist der Name Elm durch das Elmer Citro und das Elmer Mineralwasser. Die 1929 gegründete Mineralquellen Elm AG ist bis heute der einzige Industriebetrieb in Elm, er wurde 1999 von der Pomdor AG (heute Ramseier Suisse AG) übernommen.
Im Winter bietet Elm rund 40 Kilometer präparierte Pisten, Schlittenbahnen sowie 8 Kilometer Langlaufloipen. Das Skigebiet liegt auf der linken Talseite im Süden und Osten des Schabell im Talkessel des Ämpächli. Es erstreckt sich über eine Höhe von rund 1500 bis 2100 Meter über Meer. Im Sommer bietet sich Elm vor allem als Wandergebiet an.
Auf dem Gebiet von Elm befindet sich ein Ausbildungszentrum der Schweizer Armee. Es ist ausgestattet mit modernen Zieldarstellungsmitteln und einem technisch auf dem Höchststand ausgerüsteten Übungsleitstand. Der Panzerschiessplatz «Wichlen» ist einer der wenigen Plätze, auf dem das Gefecht der verbundenen Waffen im scharfen Schuss geübt werden kann. Am Eingang des Schiessplatzes befindet sich ein öffentlich besuchbares Bergrestaurant. Eine Panzerreparaturwerkstatt grenzt an das Restaurant.

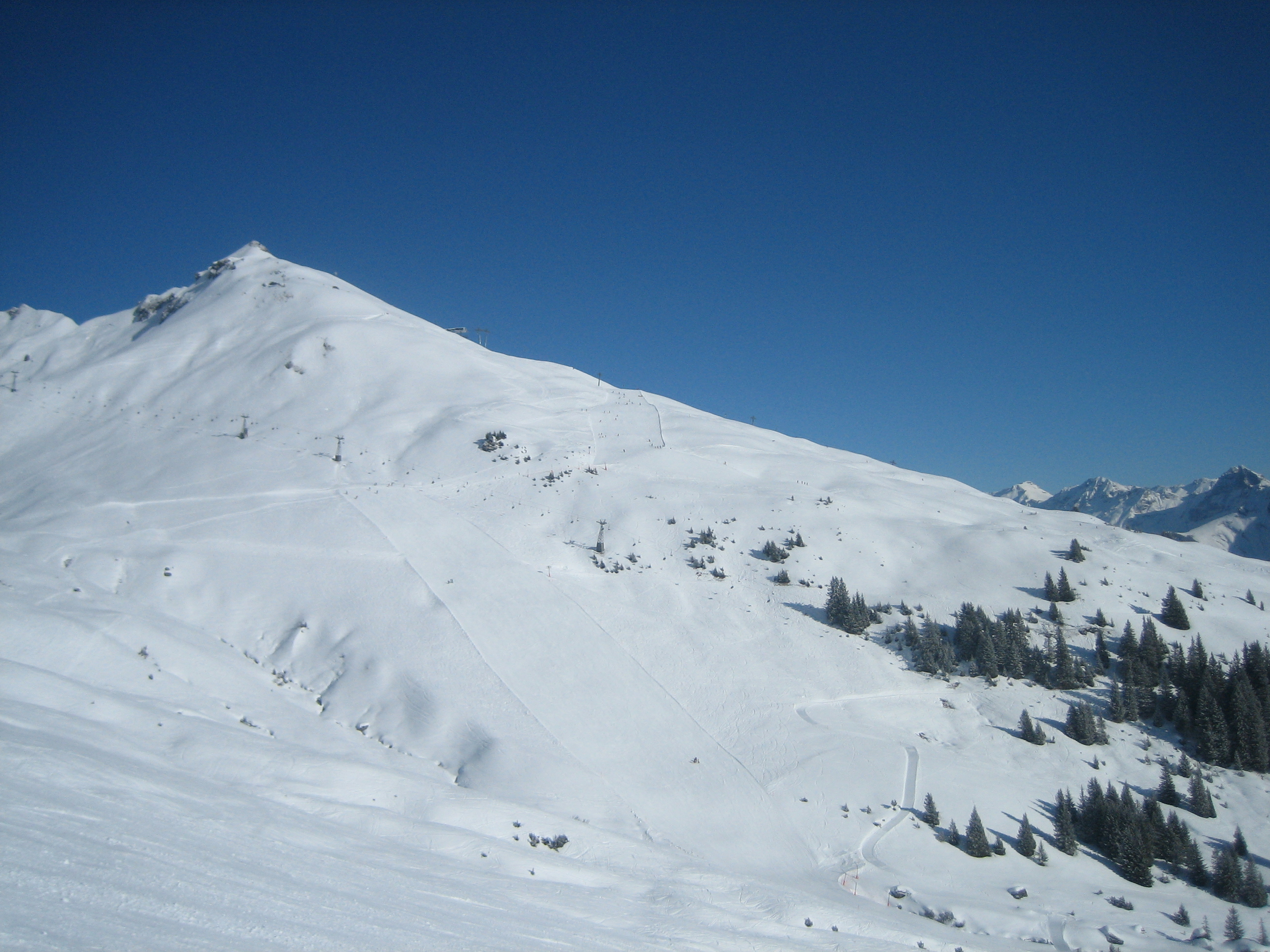
Skigebiet am Schabell
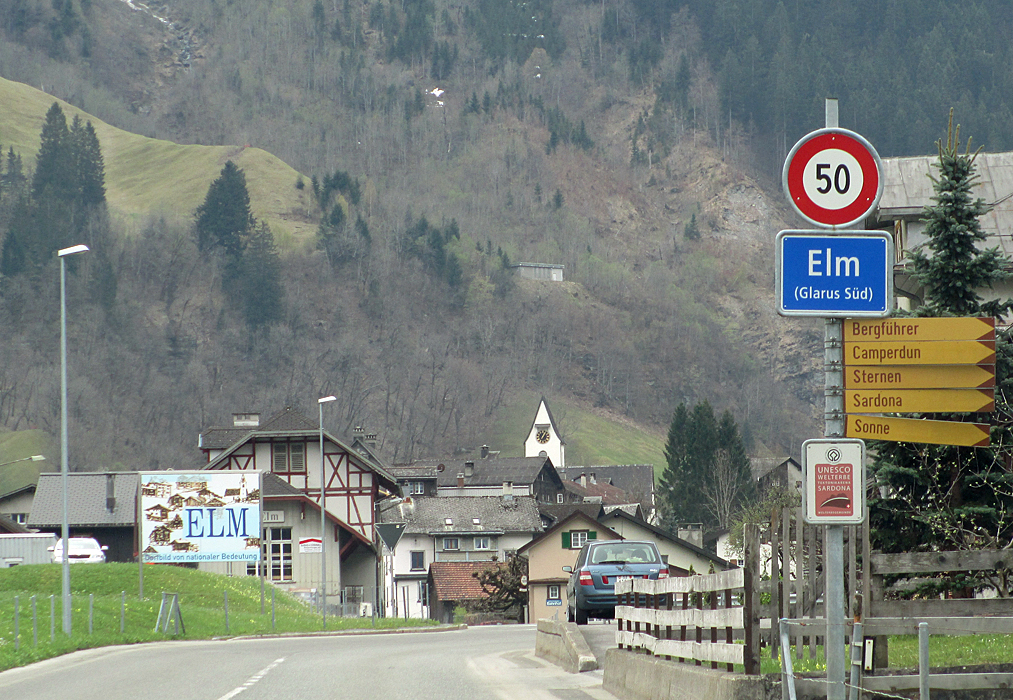
Dorfeingang
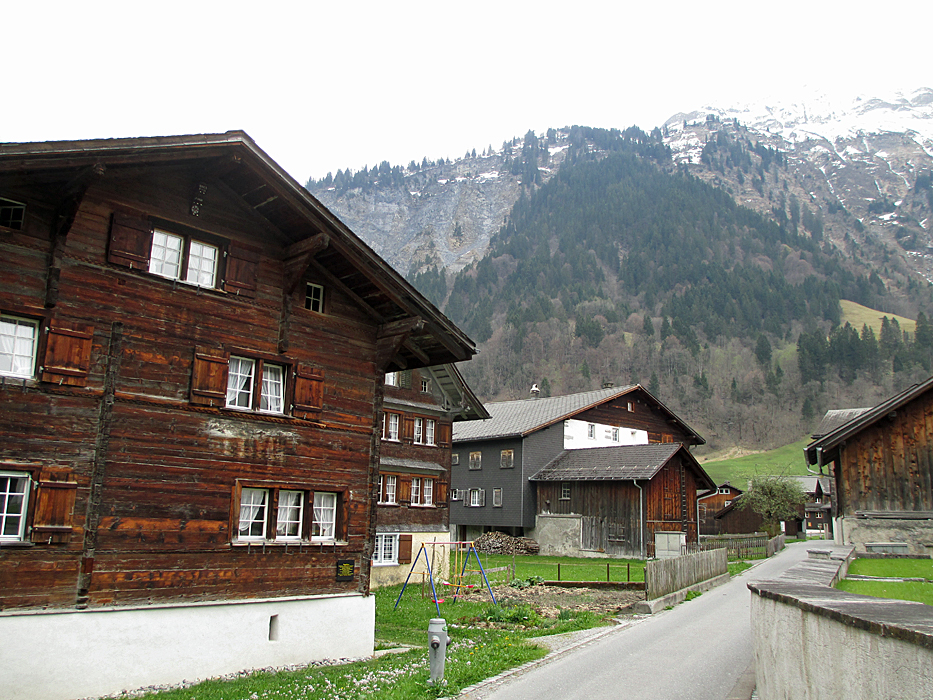
Dorfkern
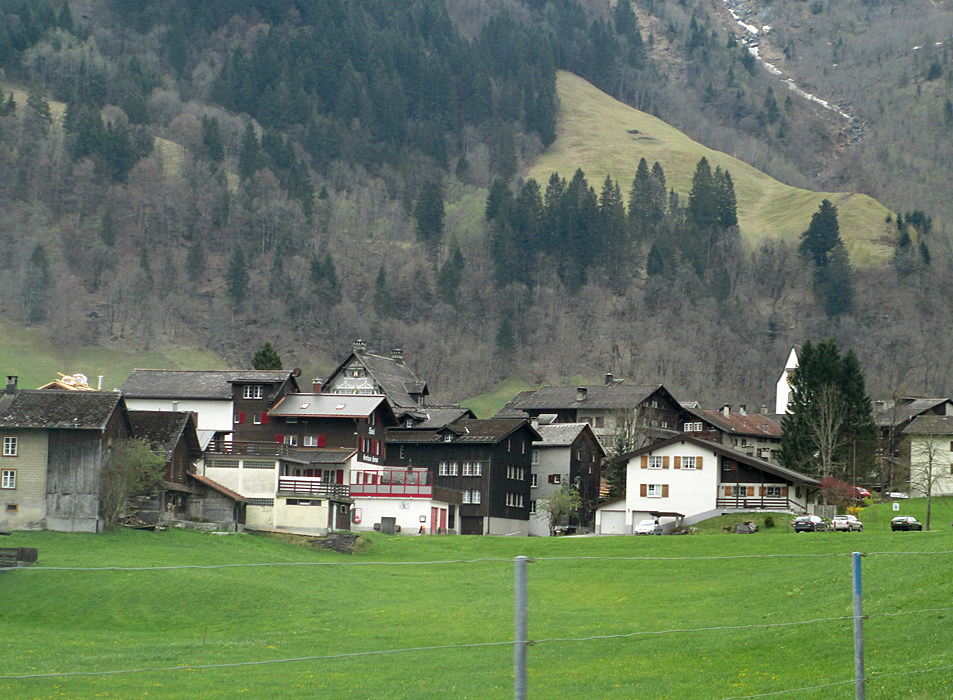
Ansicht von der Hauptstrasse
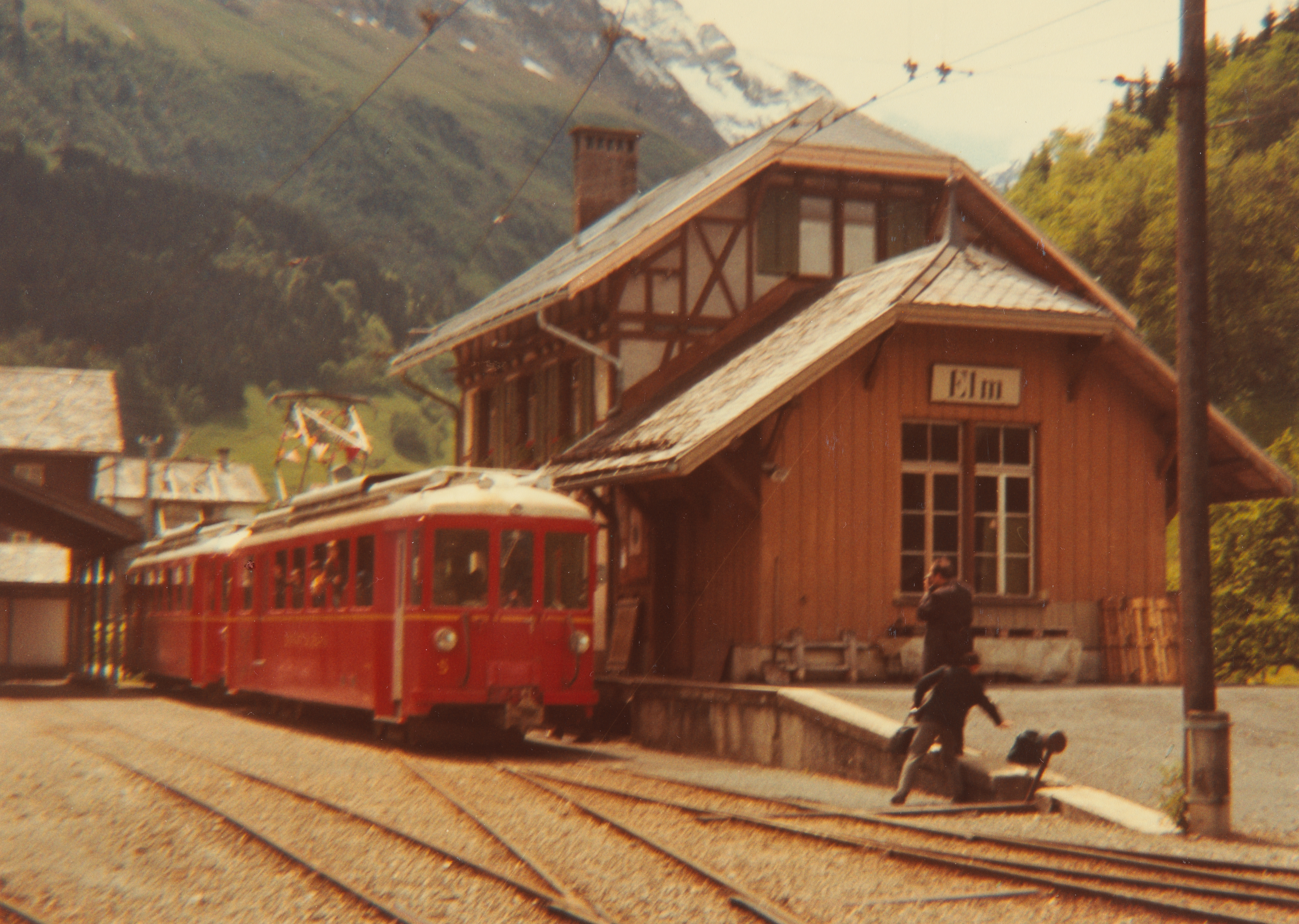
Stationsgebäude vor Stilllegung 1969
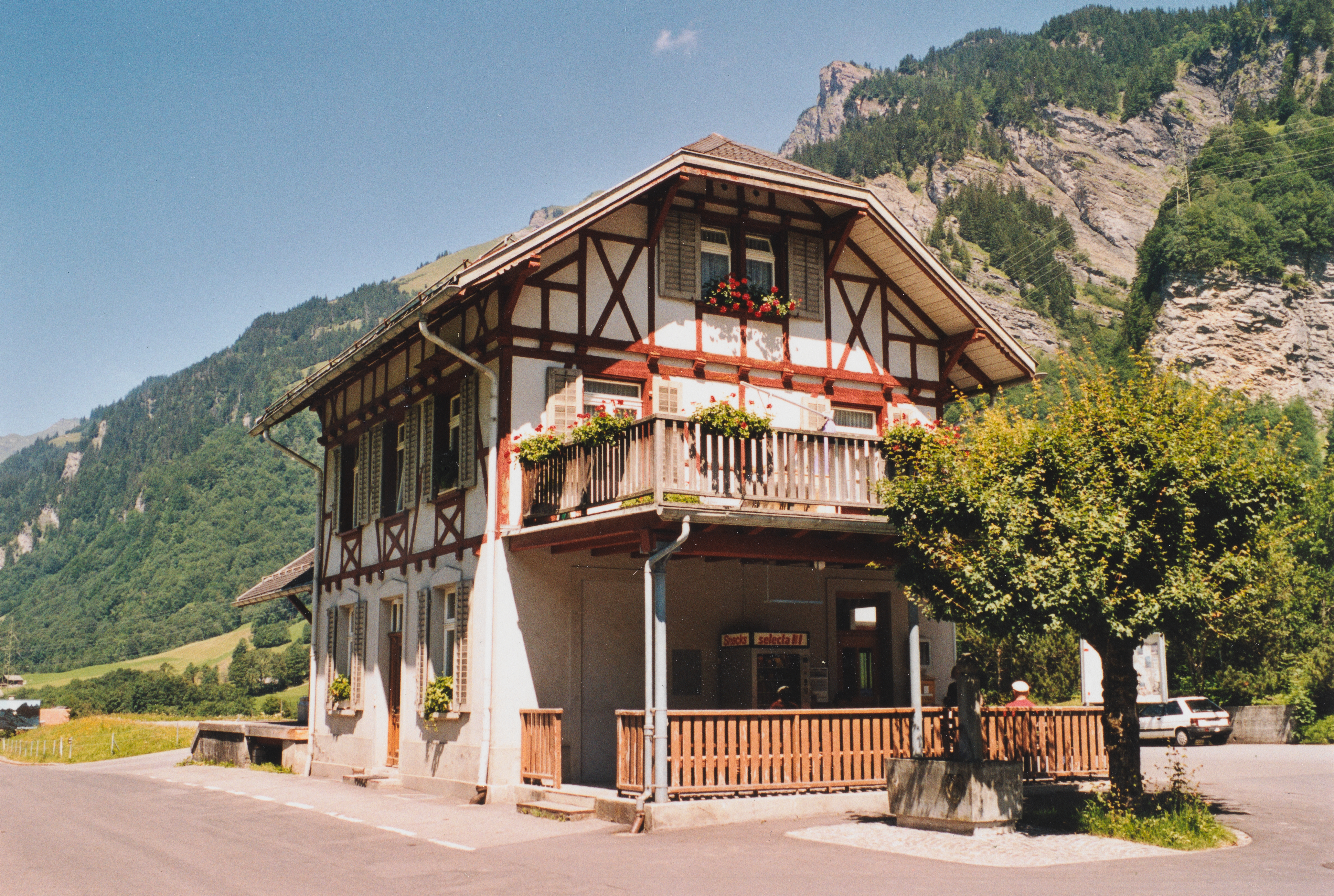
Ehemaliges Stationsgebäude in 2002

## Sehenswürdigkeiten
- Suworowhaus (1671 renoviert, 1772 erweitert): Hier übernachtete der russische General Alexander Wassiljewitsch Suworow, bevor er am 5. Oktober 1799 mit seinem Heer den Panixerpass überquerte.
- Pfarrhaus von 1808
- Zentnerhaus von 1799
- Zwickyhaus, 1595 erbaut
- Grosshaus aus dem 16./17. Jahrhundert
- Haus im Vorderauen aus dem 16. Jahrhundert
- Alpmuseum auf Ampächli

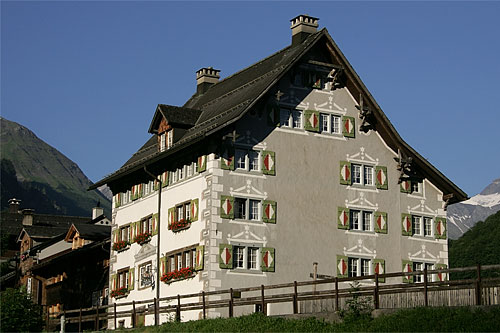
Suworowhaus
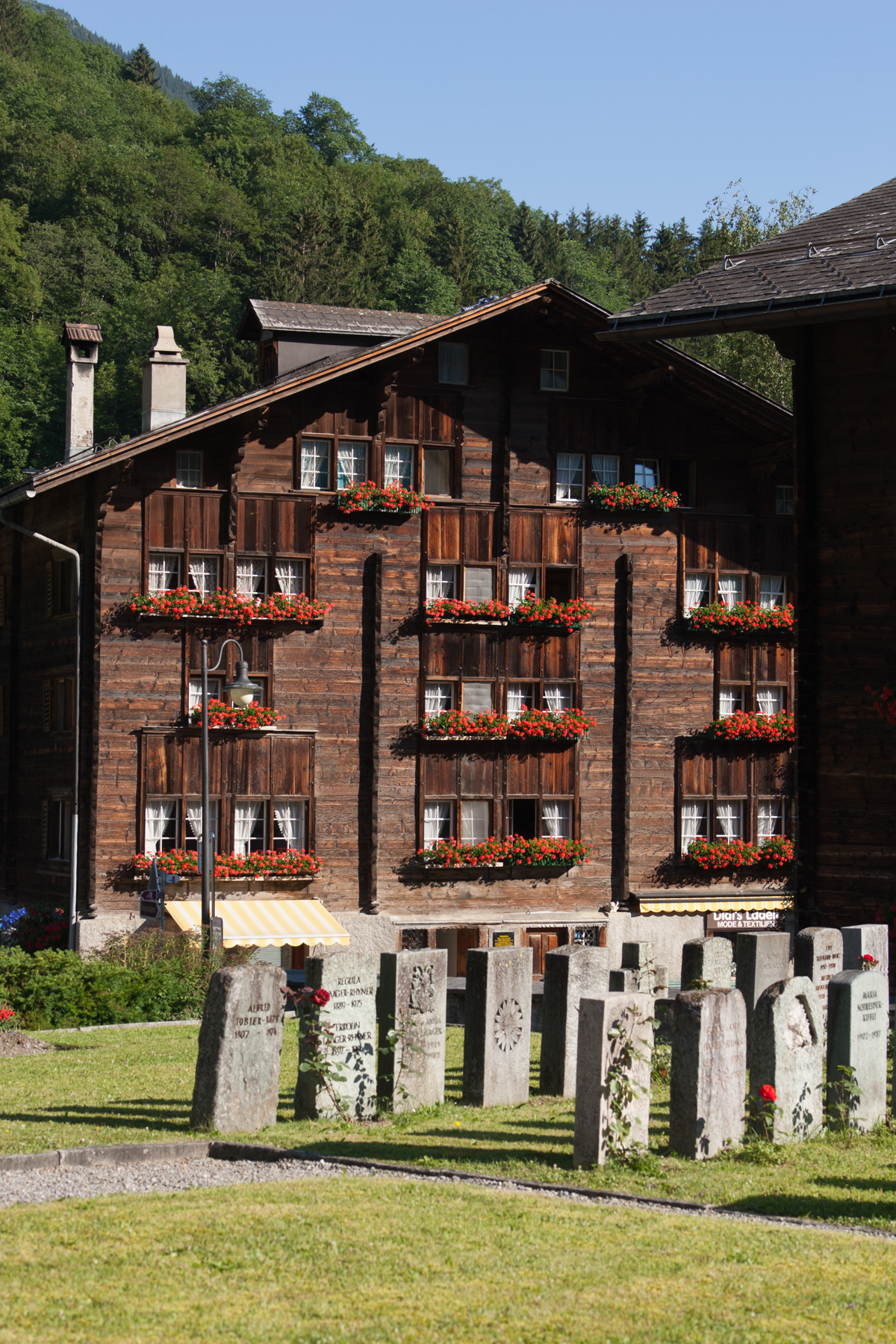
Zentnerhaus
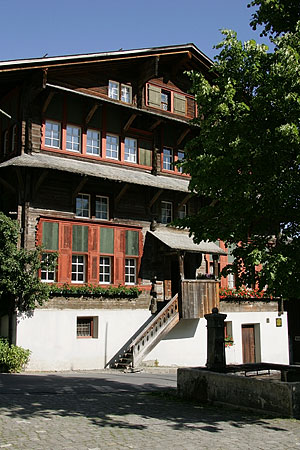
Grosshaus

### Schiefertafelfabrik Elm
Die Schiefertafelfabrik wurde 1898 gegründet. Bis 1984 wurden in dem Einmannbetrieb Jass- und Schreibtafeln hergestellt. Für die Herstellung einer Schultafel waren über 30 Arbeitsgänge notwendig. Die heute als Schiefertafelmuseum dienende Fabrik ist ein Zeuge der Glarner Industriegeschichte und eine Geostätte des Geoparks Sardona. Sie ist immer noch funktionstüchtig und ermöglicht den Besuchern Arbeitsgänge im Sinne der Museumspädagogik selber nachzuvollziehen.

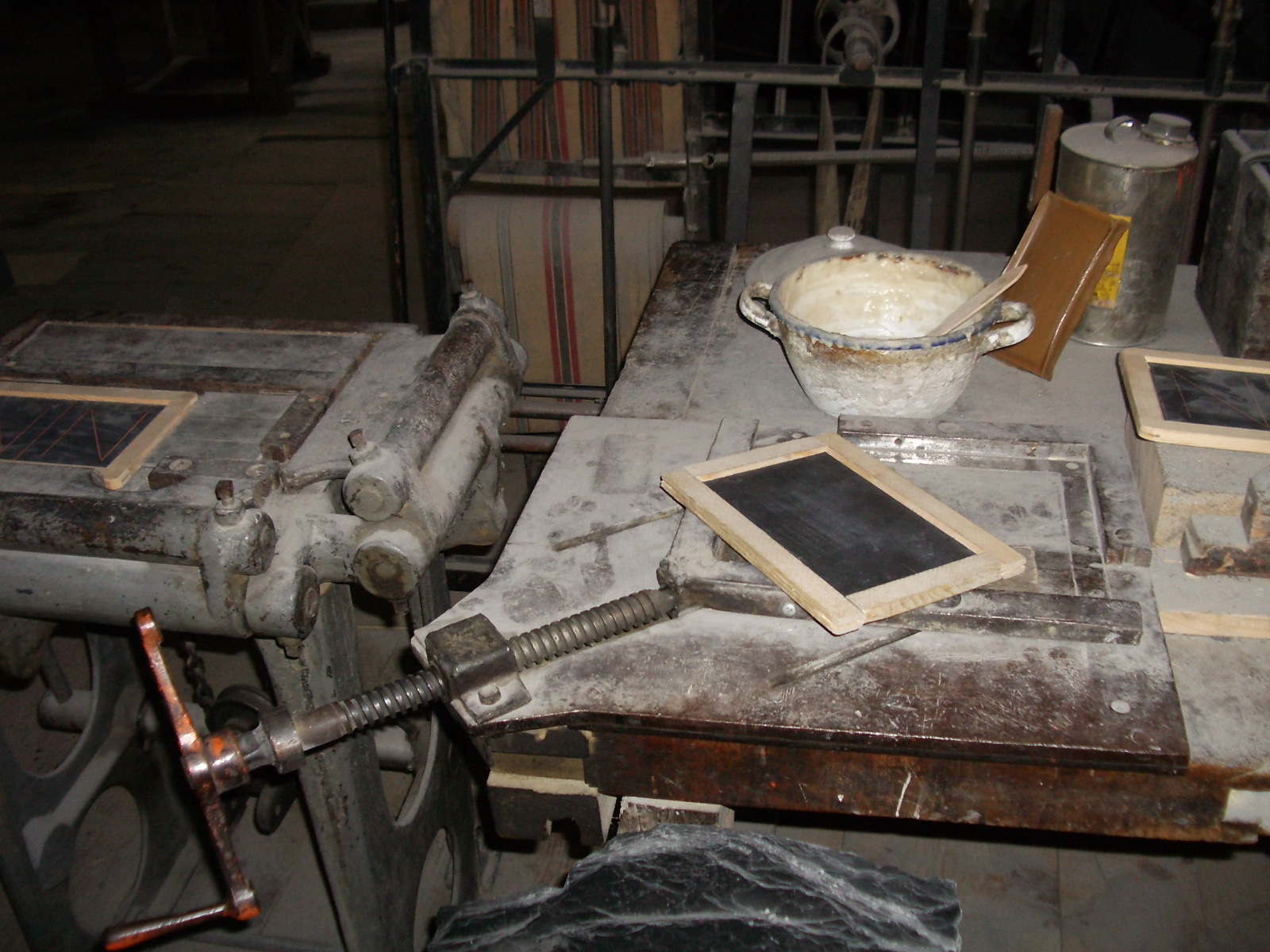
Schiefertafelmuseum
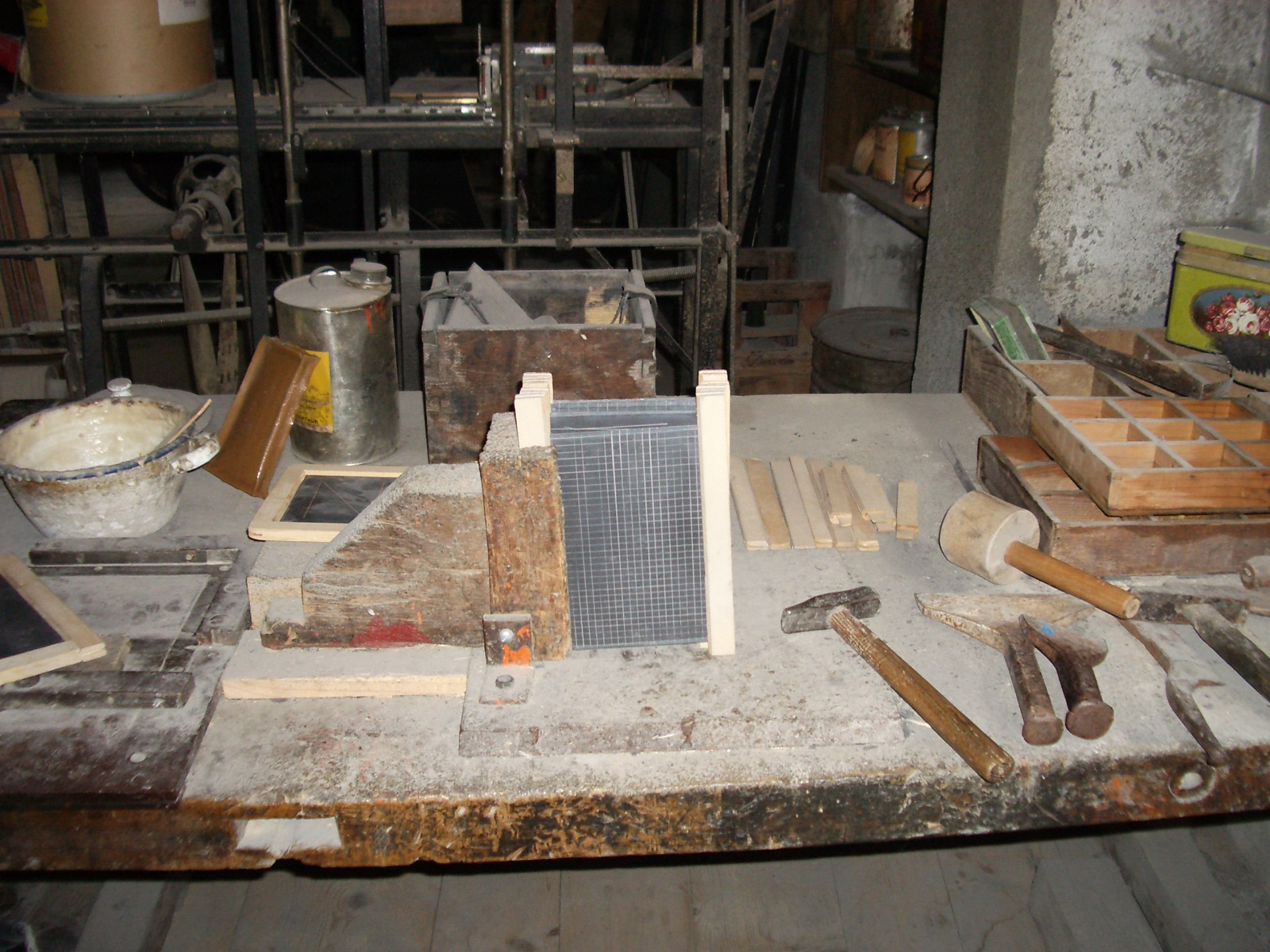
Verschiedene Arbeitsgänge
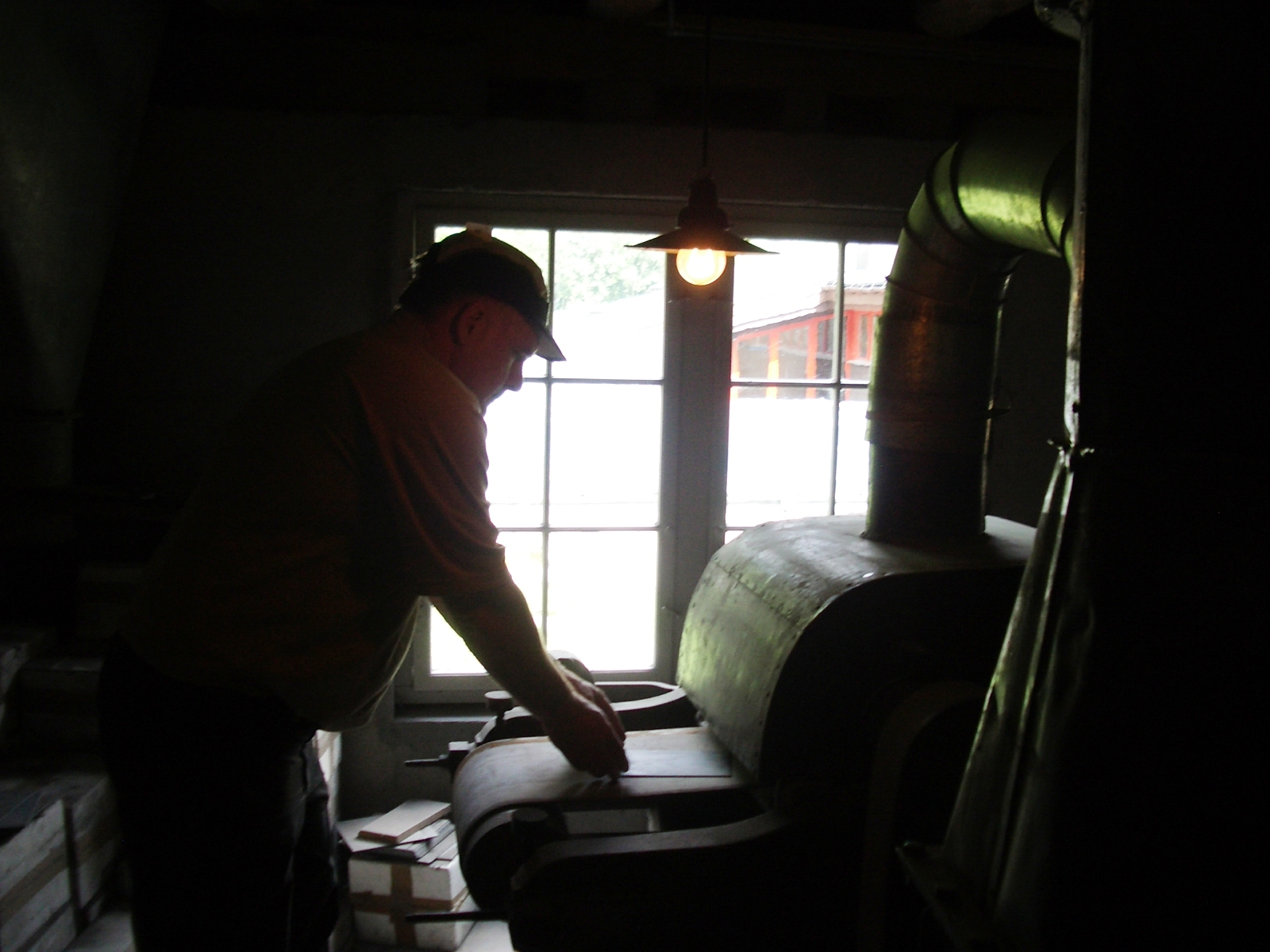
Museumspädagogik
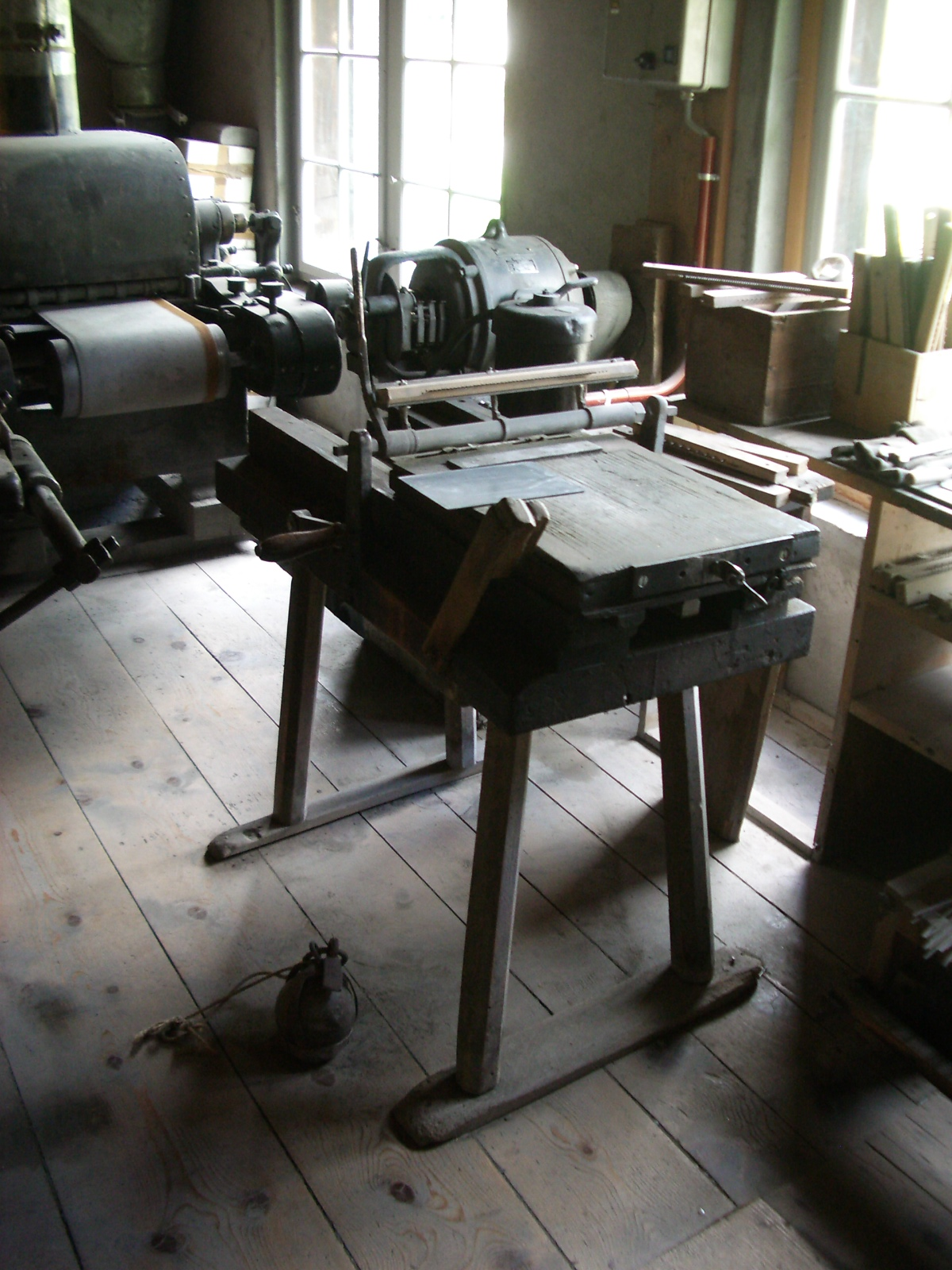
Originale Maschinen

## Persönlichkeiten
- Kaspar Rhyner (* 1932), FDP-Politiker, Regierungsrat und Landammann des Kantons Glarus
- Vreni Schneider (* 1964), Skirennfahrerin
- Rico Elmer (* 1969), Skibergsteiger
- Jürg Grünenfelder (* 1974), Skirennfahrer
- Corina Grünenfelder (* 1975), Skirennfahrerin
- Tobias Grünenfelder (* 1977), Skirennfahrer
- Markus Rhyner (* 1982), SP-Politiker und Gerichtsschreiber